# ژوسامایسین

ژوسامایسین (انگلیسی: Josamycin) نوعی آنتی بیوتیک ماکرولیدی است و در حال حاضر در کشورهای مختلفی مورد استفاده است.